# Pielach

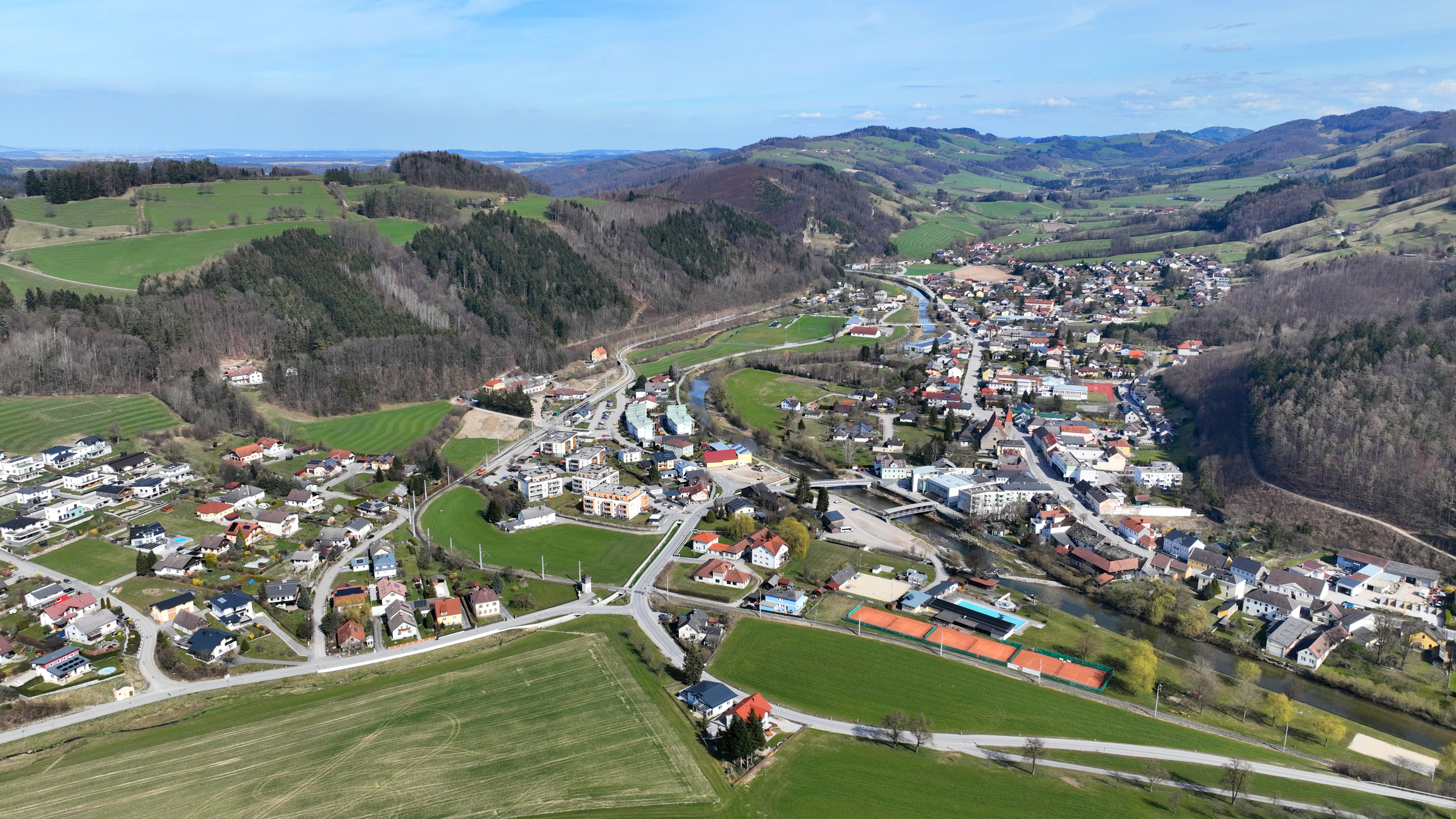
Das Pielachtal im Bereich Rabenstein an der Pielach

Die Pielach ist ein Fluss im südwestlichen Niederösterreich, dem Mostviertel, und durchquert das nach ihr benannte Pielachtal. Er fließt Richtung Norden in die Donau.

## Geographie

### Lauf und Landschaft
Die Pielach entspringt nördlich von Annaberg in einer Höhe von 976 m ü. A. und durchquert zuerst die Türnitzer Alpen und führt westlich von Sankt Pölten in das Alpenvorland und mündet östlich von Melk in einer Höhe von etwa 200 m ü. A. in die Donau. Das Pielachtal ist eines der zentralen Flusstäler des Mostviertels und liegt eingebettet zwischen dem Traisental im Osten, dem Erlauftal im Süden, sowie dem Melktal im Westen. Ihr Einzugsgebiet beträgt etwa 590 km². Auf ihrem Weg vom Ursprung zur Mündung in die Donau legt die Pielach eine Strecke von knapp 70 km zurück.
Die Landschaft ist geprägt von Hügeln, breiten Tälern und historischer Kulturlandschaft. Die landwirtschaftliche Nutzung und Landschaftspflege hat zur heutigen, für das Mostviertel so typischen Kulturlandschaft beigetragen: weite Flächen, Streuobst-Bäume, kleinere Waldabschnitte und die Dirndln (auch Kornelkirsche genannt). Das Pielachtal ist nicht nur wegen der Kirschsorte als Dirndltal bekannt, sondern auch aufgrund der Tradition des Dirndl-Tragens junger Damen (umgangssprachlich ebenfalls „Dirndl“ genannt).
Die wichtigsten Zuflüsse, die in die Pielach münden, sind vom Ursprung zur Mündung: der Schwarzenbach, der Nattersbach, der Weißenbach, der Loichbach, der Soisbach, der Deutschbach, der Kremnitzbach und die Sierning (Einmündung in Haunoldstein). Die Pielach speist unter anderem das Naturfreibad „Pielachtaler Sehnsucht“ in Hofstetten-Grünau.
Bedeutendere Orte sind Schwarzenbach an der Pielach, Frankenfels, Kirchberg, Rabenstein, Hofstetten-Grünau, Weinburg, Ober-Grafendorf, Prinzersdorf und Loosdorf. Zwischen Frankenfels und Ober-Grafendorf folgt die Trasse der Mariazeller Bahn dem Flussverlauf.

### Zuflüsse
Von der Quelle zur Mündung. Auswahl.
- Weißenbachl, von rechts in Schwarzenbach an der Pielach
- Schwarzenbach, von links in Schwarzenbach an der Pielach
- Nattersbach, von links vor der Haltestelle Schwarzenbach an der Pielach
- Weißenbach, von links unter der Ruine Weißenburg
- Loichbach, von rechts bei Loich-Dobersnigg
- Schwerbach, von links in Kirchberg an der Pielach-Schwerbach
- Marbach, von links in Kirchberg an der Pielach-Marbach
- Soisbach, von rechts in Kirchberg an der Pielach
- Tradigistbach, von rechts nach Kirchberg an der Pielach
- Innerreitbach, von links
- Königsbach, von links gegenüber Rabenstein an der Pielach
- Deutschbach, von rechts nach Rabenstein an der Pielach
- Plambach, von rechts nach Hofstetten-Grünau-Mainburg
- Grünsbach, von links vor Hofstetten
- Aigelsbach, von rechts bei Hofstetten-Grünau-Kammerhof
- Grubbach, von rechts bei Ober-Grafendorf-Rennersdorf
- Krickelbach, von rechts gegenüber Ober-Grafendorf
- Halterleitenbach, von rechts bei Gerersdorf-Völlersdorf
- Weitendorfer Bach, von rechts in Prinzersdorf-Uttendorf in den rechten Teilungslauf Salauer Mühlbach
- Kremnitzbach, von rechts bei Hafnerbach-Pfaffing in den rechten Teilungslauf Salauer Mühlbach
- Hafnerbach oder Zenobach, von rechts bei Hafnerbach
- Sierning, von links bei Haunoldstein-Eibelsau
- Mauerbach, von rechts nach Dunkelsteinerwald-Neuhofen
- Marktbach, von links in Loosdorf
- Roggenbach, von links bei Schollach-Roggendorf

## Hydrologie
Bei Hofstetten hat der Fluss eine durchschnittliche Abflussmenge von 6,5 m³/s. Am 15. September 2024 bei Hochwasser betrug der höchste jemals im Beobachtungszeitraum seit 1951 gemessene Abfluss 386 m³/s.

## Name
Während der Römerzeit trug die Pielach den Namen Namaris. Historiker gehen davon aus, dass dieser Name fast unverändert aus dem Keltischen übernommen worden war.
Die Pielach wird als Bielaha erstmals in einer Schenkung Karls des Großen an das Kloster Niederaltaich im Jahr 811 erwähnt. Bielaha setzt sich aus dem altslawischen bela, das bedeutet die Weiße, und dem bayerischen aha für Ache zusammen.

## Ökologie

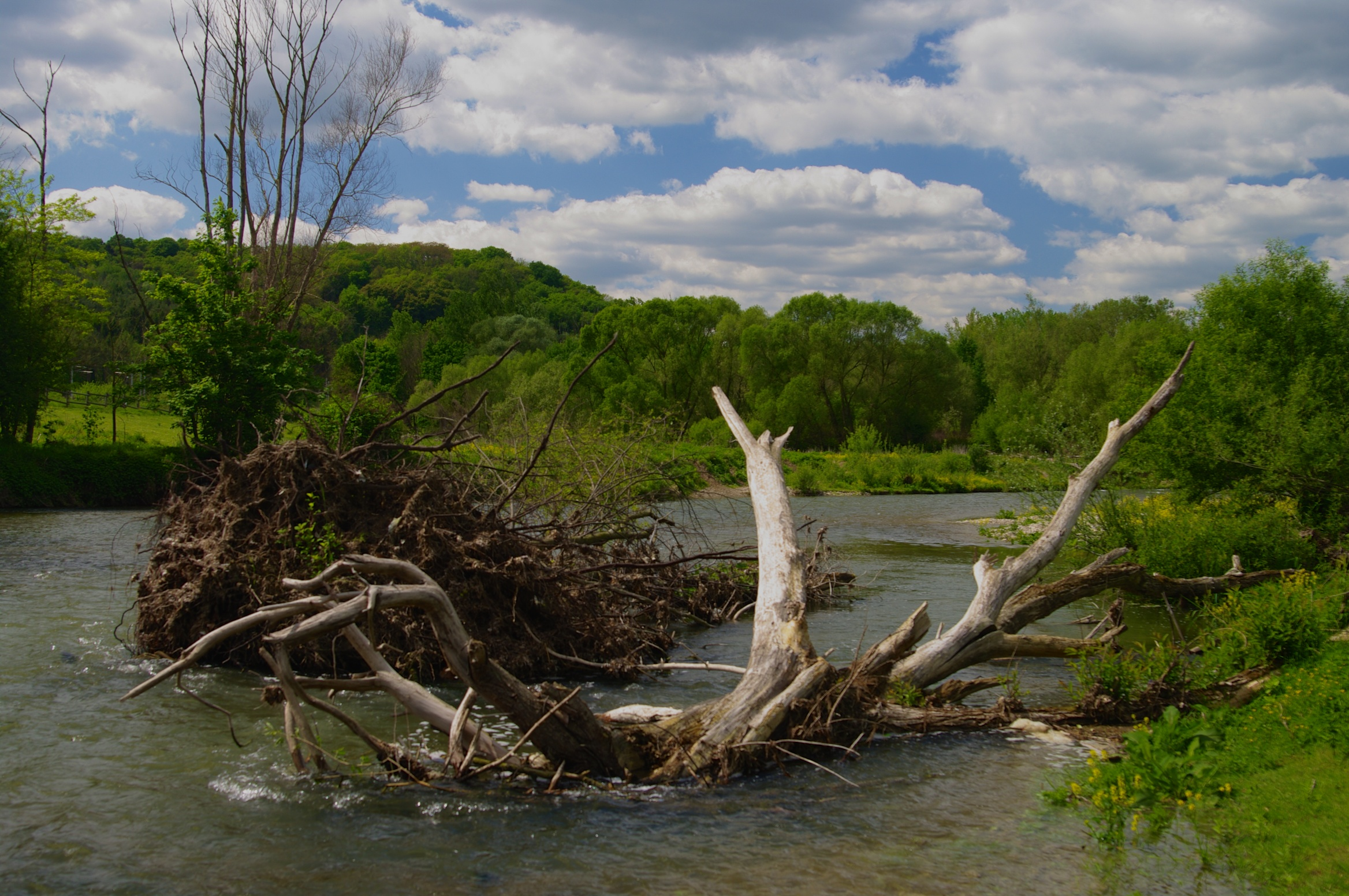
Naturschutzgebiet Pielach-Ofenloch-Neubacher Au

Die Pielach zählt zu den saubersten Flüssen Österreichs. Durch ihre naturnahe Uferstruktur liegt die Pielach über den gesamten Verlauf im Natura 2000-Gebiet (Europaschutzgebiete: FFH-Gebiet Niederösterreichische Alpenvorlandflüsse und Vogelschutzgebiet Pielachtal) und ist sehr fischreich. So lebt auch der bis zu 1,5 Meter groß werdende Huchen dank Besatz in diesem Gewässer. Der artenreiche Fischbestand ist die Nahrungsgrundlage für einige Wasservögel wie z. B. Eisvogel, Schwarzstorch und Gänsesäger. Rund 100 Vogelarten existieren entlang des Flusstals. Ein vegetarischer Wasserbewohner ist unter anderem auch der aus den Donauauen eingewanderte Biber.

## Wirtschaftliche Nutzung
Früher wurden an den von der Pielach abgezweigten Mühlbächen viele Wasserräder von Mühlen und Fabriken betrieben. Heute dient die Pielach einigen Kleinkraftwerken zur Stromerzeugung.